# Moments of Pleasure
〈Moments of Pleasure〉는 1993년 11월 EMI 레코드를 통해 발매된 잉글랜드의 싱어송라이터 케이트 부시의 노래이다. 같은 해 발매된 부시의 일곱 번째 정규 음반 《The Red Shoes》의 두 번째 싱글로 발매됐으며, 영국 싱글 차트에서 26위를 기록했다.

## 작곡
노래에서 부시는 이모 모린, 댄서 게리 허스트, 기타리스트 앨런 머피, 애비 로드 스튜디오의 사운드 엔지니어 존 배럿, 영화 감독 마이클 파월, 조명 엔지니어 빌 더필드 등 세상을 떠난 가족과 친구들의 이름을 언급한다. 작곡가이자 음악가인 마이클 카멘이 오케스트라 편곡 및 지휘를 맡았으며, 부시는 녹음 당시 아팠던 어머니를 위해 "to those we love, to those who will survive"라는 후렴구를 넣었다.

## 평가
인디펜던트의 벤 톰슨은 "웰링 세이렌의 미소와 눈물"이라고 촌평했으며, 멜로디 메이커의 크리스 로버츠는 "위대한 문학적 작품이며, 케이트는 피레네산맥과 같은 매우 떨리는 음역대를 가지고 있다"라고 호평했다. 뮤직 위크의 앨런 존스는 "광대한 오케스트라 편곡, 가슴 아픈 보컬, 가사가 돋보이는 아름답고 전통적인 부시의 음악"이라고 평했다. 뉴 뮤지컬 익스프레스의 테리 스턴튼은 "전 세계를 당황하게 할 수 있느 노래이지만, 우리를 위해 쓰인 것은 아니다. 케이트는 그것을 공유하기로 결정한 것이다"라고 언급했다.

## 트랙 리스트
| #  | 제목                                   | 재생 시간 |
| -- | -------------------------------------- | --------- |
| 1. | 〈Moments of Pleasure〉                | 5:13      |
| 2. | 〈Moments of Pleasure〉 (instrumental) | 5:13      |
| 3. | 〈Home for Christmas〉                 | 1:44      |

| #  | 제목                             | 재생 시간 |
| -- | -------------------------------- | --------- |
| 1. | 〈Moments of Pleasure〉          | 5:19      |
| 2. | 〈Show a Little Devotion〉       | 4:18      |
| 3. | 〈December Will Be Magic Again〉 | 4:48      |
| 4. | 〈Experiment IV〉                | 4:23      |

| #  | 제목                             | 재생 시간 |
| -- | -------------------------------- | --------- |
| 1. | 〈Moments of Pleasure〉          | 5:19      |
| 2. | 〈December Will Be Magic Again〉 | 4:48      |
| 3. | 〈Experiment IV〉                | 4:23      |

| #  | 제목                                   | 재생 시간 |
| -- | -------------------------------------- | --------- |
| 1. | 〈Moments of Pleasure〉                |           |
| 2. | 〈Moments of Pleasure〉 (instrumental) |           |

## 참여진
- 케이트 부시 – 보컬, 피아노
- 마이클 카멘 – 오케스트라 편곡

## 차트
| 차트 (1993–1994)               | 최고 순위 |
| ------------------------------ | --------- |
| 오스트레일리아 (ARIA)          | 119       |
| 유럽 (유로차트 핫 100)         | 38        |
| 영국 싱글 (오피셜 차트 컴퍼니) | 26        |
| 영국 에어플레이 (뮤직 위크)    | 33        |

## 주해
1. ↑  미국에서는 〈Eat the Music〉이, 그 외에는 〈Rubberband Girl〉이 《The Red Shoes》의 리드 싱글로 발매됐다.